# Сесумага, Феликс
Феликс Сесумага Угарте (исп. Félix Sesúmaga Ugarte; 12 октября 1898 — 23 августа 1925) — испанский футболист, нападающий. Игрок сборной Испании начала 20-х годов XX века, серебряный призёр Олимпийских игр 1920.

## Карьера
Феликс Сесумага родился в квартале Ламиако в городе Лехона в Стране Басков 12 апреля 1898 года. Его первым клубом стал «Аренас» из Гечо, где он начал играть в 1916 году. Играя форвардом, он два раза достигал финала Кубка Короля в 1917 и 1919, в последнем случае он забил три гола «Барселоне», а его команда победила 5:2, выиграв единственный свой Кубок в истории. Его игра сподвигла «Барселону» на покупку нападающего в тот же самый год. Он стал частью легендарной «Барселоны», команды, в которой под руководством Джека Гринвелла играли такие футболисты, Паулино Алькантара, Сагибарба, Рикардо Самора и Хосеп Самитер. С «Барсой» Сесумара достигает финала Кубка Испании, где Барселона уверенно переиграла «Атлетик» 2:0, а Сесумара стал вторым игроком, выигравшим Кубок два раза подряд с разными командами, и выигрывает 3 Кубка Каталонии.
Летом 1920 года он едет на Олимпийские игры в Антверпен.
Летом 1921 года Сесумага оставляет «Барселону» и переходит в астурийский «Расинг» из Самы, где становится играющим тренером. Но с астурийцами Сесумага может играть лишь товарищеские матчи, из-за федерального распоряжения, запрещающего играть в официальных турнирах. В этот период он вызывается в сборную Испании, став уникальным игроком, выступающим за сборную, но не имеющим права играть за клуб.
В 1922 году он переходит в «Атлетик» из Бильбао. С баскским клубом он в третий раз выигрывает Кубок Короля в 1923 году. Затем он переходит в «Аренас» (Гечо), где и заканчивает карьеру, два раза сыграв в финале Кубка Испании.
В сборной Сесумага дебютировал 28 августа 1920 года в матче с Данией на Олимпийских играх, где Испания победила 1:0. Всего на турнире он играет 4 матча, забив в них 4 мяча, по два в ворота Италии и Нидерландов и выиграв серебряные медали первенства. Всего в сборной он сыграл 8 матчей, забив 4 мяча. Последнюю игру Сесумага провёл 4 февраля 1923 года с Бельгией. Умер в 27 лет от туберкулеза.